# Памятник Артёму (Кривой Рог)
Памятник Артёму — памятник в городе Кривой Рог.

## История
В 1958 году на площади Артёма в Саксаганском районе города Кривой Рог установлен памятник Артёму (Фёдору Сергееву).
Разрушен в ночь с 7 на 8 февраля 2015 года.
2 июня 2018 года демонтирован постамент.
27 сентября 2018 года на месте памятника Артёму был открыт памятник Владимиру Великому.

## Характеристика
Скульптор Александр Васякин, архитектор Борис Кохно. Высота памятника составляла 10,5 м.
Статуя была установлена на кирпичном постаменте в виде трёх скомпонованных 4-гранных призм, обложенном каменными плитами. Артём был запечатлён как оратор в момент произнесения речи. Композиционное решение памятника — динамичный пространственный разворот и уверенная постановка фигуры на плинте.